# Comerț internațional
Comerțul internațional este un schimb de bunuri și servicii peste granițe sau teritorii internaționale. În majoritatea țărilor, acesta reprezintă o parte semnificativă din PIB. Deși comerțul internațional a fost prezent peste tot în istorie (vezi Drumul mătăsii, Drumul chihlimbarului), importanța sa economică, socială și politică a crescut.

## Studii economice
Pentru a favoriza exporturile, numeroase organisme guvernamentale publică pe internet studii de piață pe domeniu de activitate și țară străină. Aceste studii sunt mai mult sau mai puțin accesibile și deseori gratuite.
Lista organismelor guvernamentale pe țări :
- Statele-Unite : USCS, fiind dependentă de US Department of Commerce, a redactat câteva mii din aceste studii.

USDA (department of Agriculture) publică studii în sectoarele Agricol și Agroalimentar.
- Canada : Export Development Canada (EDC).

Agriculture and Agri-Food Canada publică studii internaționale în sectorul său.
- Franța : Ubifrance este organismul coordonator al acțiunii guvernamentale pentru export.

AFII publică studii despre Franța pentru întreprinderile străine doritoare să investească în Franța.
- Marea Britanie : UK Trade & Investment are în sarcină în același timp promovarea exporturilor și implantarea în Marea Britanie.
- Hong Kong : Hong Kong Trade Development Council (HKTDC).
- Japonia : JETRO
- Australia : Austrade
- Site-uri internet care difuzează studiile mai multor organisme :

Globaltrade.net, provenit din Private Public Partnership  între l’USCS și Federation of International Trade Associations, publică liber pe site-ul său studii ale USCS,USDA, Agriculture and Agri-Food Canada, Uk Trade& Investment, HKTDC și de organisme neguvernamentale .
Ele sunt clasate în funcție de două criterii de selecționare : de țara studiată și de industrie sau subiect.